# Teatr Adekwatny

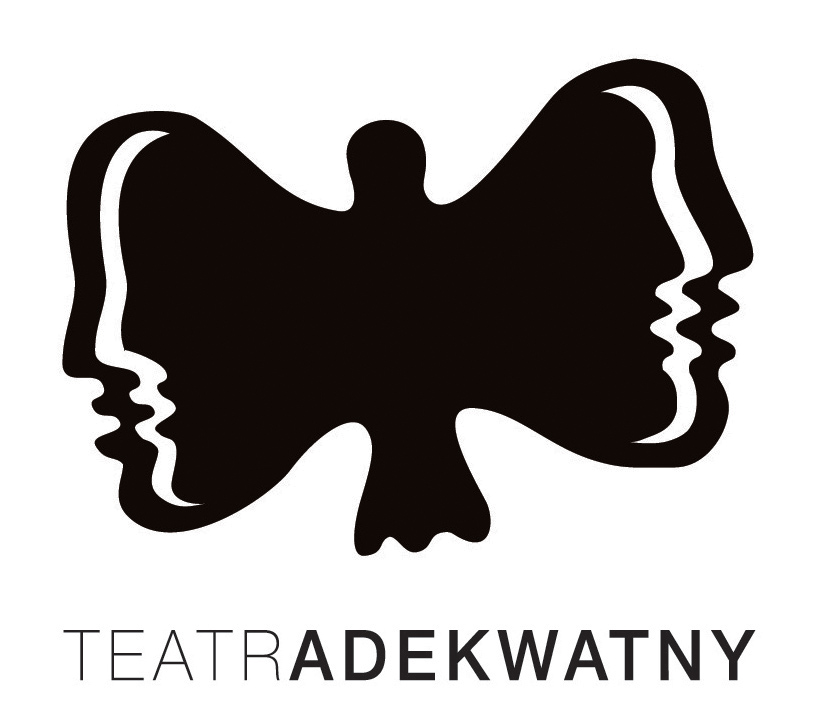
Logo Teatru Adekwatnego

Teatr Adekwatny – istniejący od 1964 roku teatr, działający od 1995 jako stowarzyszenie.

## Teatr
Został założony w październiku 1964 roku w Cieszynie przez Magdę Teresę Wójcik i Henryka Boukołowskiego. W latach 1966–1968 teatr, mający nieformalną strukturę, działał w Szczecinie (Klub 13 Muz) oraz Płocku (EMPiK). Następnie teatr przeniósł się do Warszawy. Przez wiele lat scena Teatru Adekwatnego mieściła się w Stołecznym Domu Kultury przy ul. Brzozowej 1. W 1994 roku teatr został wyrzucony ze swojej siedziby w Stołecznym Centrum Edukacji Kulturalnej (dawny Stołeczny Dom Kultury Nauczyciela), tracąc swoją scenę oraz większą część dorobku materialnego. Obecnie występuje gościnnie na deskach warszawskich teatrów. Od marca 1995 roku Teatr Adekwatny działa w formie stowarzyszenia.
W ciągu blisko 50 lat działalności reżyserzy i twórcy teatru sięgali po klasykę – Antygona według Sofoklesa, Medea według Eurypidesa, Ryszard III według Szekspira, Pan Tadeusz według Mickiewicza, a także tworzyli przedstawienia oparte na literaturze współczesnej – Proces według Kafki, Mewa według Bacha, Dżuma według Camusa czy Cesarz według Kapuścińskiego. W repertuarze znalazły się również takie pozycje, jak oparta na improwizacji Joanna D´Arc, czy wystawiona po raz pierwszy na świecie Bhagavad-Gita według Mahabharaty. Do tej pory Teatr Adekwatny wystawił ponad osiemdziesiąt premier, z których wiele otrzymało nagrody i wyróżnienia na festiwalach teatralnych w kraju i za granicą.
W latach 1999–2008 Teatr Adekwatny organizował również corocznie cykle przedstawień plenerowych, które odbywały się w miesiącach letnich gościnnie w Amfiteatrze w Łazienkach Królewskich w Warszawie.

## Władze Stowarzyszenia
- Prezes Zarządu – Tomasz Wójcik
- Wiceprzewodniczący Zarządu – Piotr Majchrzak
- Skarbnik Zarządu – Barbara Rubinowicz
- Sekretarz Zarządu – Joanna Cyngott
- Członek Zarządu – Wojciech Kobiałko

## Lokal Użytkowy
W latach 2009–2013 prowadził związany z Teatrem klub o nazwie Lokal Użytkowy z siedzibą przy ulicy Brzozowej 27/29. Prace adaptacyjne w lokalu klubu były realizowane ze środków Ministerstwa Kultury i Dziedzictwa Narodowego.